# Арконвиль
Арконви́ль (фр. Arconville) — коммуна во Франции, находится в регионе Шампань — Арденны. Департамент — Об. Входит в состав кантона Бар-сюр-Об. Округ коммуны — Бар-сюр-Об.
Код INSEE коммуны — 10007.
Коммуна расположена приблизительно в 195 км к востоку от Парижа, в 95 км южнее Шалон-ан-Шампани, в 55 км к востоку от Труа.

## Население
Население коммуны на 2008 год составляло 118 человек.
| 1962 | 1968 | 1975 | 1982 | 1990 | 1999 | 2008 |
| ---- | ---- | ---- | ---- | ---- | ---- | ---- |
| 135  | 148  | 104  | 123  | 162  | 148  | 118  |

## Администрация
| Период | Период | Фамилия      | Партия | Примечания |
| ------ | ------ | ------------ | ------ | ---------- |
| 2001   | 2008   | Жолен Кольне |        |            |
| 2008   |        | Жиль Бонневи |        |            |

## Экономика

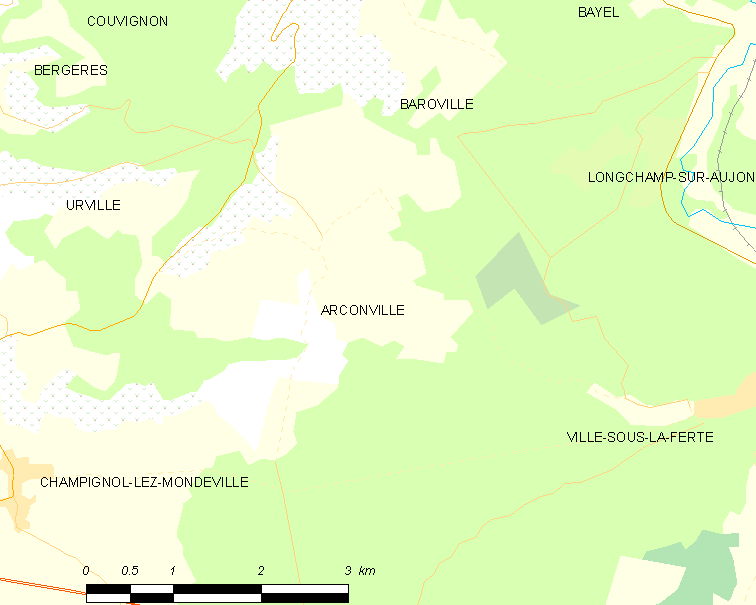
Карта коммуны

В 2007 году среди 76 человек в трудоспособном возрасте (15—64 лет) 65 были экономически активными, 11 — неактивными (показатель активности — 85,5 %, в 1999 году было 69,4 %). Из 65 активных работали 63 человека (30 мужчин и 33 женщины), безработных было 2 (1 мужчина и 1 женщина). Среди 11 неактивных 2 человека были учениками или студентами, 7 — пенсионерами, 2 были неактивными по другим причинам.

## Достопримечательности
- Зальный храм Сен-Мартен (XVIII век)
- Сарай в деревне Фравиль (XIII век). Памятник истории с 2001 года[3]